# Wissza profesionałna futbołna liga (2000/2001)
Wissza profesionałna futbołna liga (2000/2001) była 77. edycją najwyższej piłkarskiej klasy rozgrywkowej w Bułgarii. W rozgrywkach brało udział 14 zespołów. Tytuł obroniła drużyna Lewski Sofia.

## Tabela końcowa
| 1.  | Lewski Sofia         | 26 | 69 | 63 | 13 |
| 2.  | CSKA Sofia           | 26 | 62 | 65 | 16 |
| 3.  | Wełbyżd Kjustendił   | 26 | 57 | 48 | 29 |
| 4.  | PFK Łowecz           | 26 | 55 | 70 | 23 |
| 5.  | Neftochimik Burgas   | 26 | 42 | 47 | 34 |
| 6.  | Slawia Sofia         | 26 | 35 | 35 | 35 |
| 7.  | Spartak Warna        | 26 | 34 | 38 | 40 |
| 8.  | Lokomotiw Sofia      | 26 | 33 | 37 | 37 |
| 9.  | Hebyr 1920 Pazardżik | 26 | 26 | 39 | 55 |
| 10. | Czerno More Warna    | 26 | 26 | 20 | 49 |
| 11. | Czernomorec Burgas   | 26 | 22 | 22 | 48 |
| 12. | Beroe Stara Zagora   | 26 | 22 | 21 | 47 |
| 13. | Botew Płowdiw        | 26 | 20 | 28 | 55 |
| 14. | Minior Pernik        | 26 | 13 | 19 | 71 |

| Legenda:         |
| Liga Mistrzów    |
| Puchar UEFA      |
| Puchar Intertoto |
| baraże           |
| spadek           |

1 Przed sezonem ekstraklasa została zmniejszona do 14 zespołów.
2 Przed sezonem beniaminek ligi Chebyr-Iskyr Pazardżik powrócił do dawnej nazwy Chebyr 1920 Pazardżik.
3 Przed sezonem Olimpia-Beroe Stara Zagora zmieniła nazwę na Beroe Stara Zagora.
4 Dwa ostatnie zespoły spadły do II ligi, z której awansowały: Spartak Plewen i Marek Dupnica. Beroe Stara Zagora utrzymała się dzięki zwycięstwu 1:0 w barażu z Pirinem Błagojewgrad.

## FinałPucharu Bułgarii
- PFK ŁOWECZ – Wełbyżd Kjustendił 1:0, po "złotym golu" w dogrywce

## Król strzelców
- 22 gole –  Georgi Iwanow (Lewski Sofia)